# Anatolij Mosziaszwili
Anatolij Mosziaszwili (ros. Анатолий Ильич Мошиашвили; ur. 11 marca 1950 w Kutaisi, zm. 14 sierpnia 2018 w Serbii) – gruziński lekkoatleta, płotkarz, halowy mistrz Europy z 1974. W czasie swojej kariery reprezentował Związek Radziecki.
Zdobył brązowy medal w biegu na 110 metrów przez płotki na europejskich igrzyskach juniorów w 1968 w Lipsku. Zajął 4. miejsce w tej konkurencji na mistrzostwach Europy w 1971 w Helsinkach.
Zdobył brązowy medal w biegu na 50 metrów przez płotki na halowych mistrzostwach Europy w 1972 w Grenoble, ulegając jedynie Guyowi Drutowi z Francji i Manfredowi Schumannowi z RFN. Zajął 2. miejsce w biegu na 110 metrów przez płotki w finale Pucharu Europy w 1973 w Edynburgu. Zdobył srebrny medal w tej konkurencji na letniej uniwersjadzie w 1973 w Moskwie.
Zwyciężył w biegu na 60 metrów przez płotki na halowych mistrzostwach Europy w 1974 w Göteborgu, wyprzedzając Mirosława Wodzyńskiego z Polski i Franka Siebecka z NRD. Ustanowił wówczas nieoficjalny halowy rekord świata czasem 7,66 s. Na kolejnych halowych mistrzostwach Europy w 1975 w Katowicach Mosziaszwili odpadł w półfinale tej konkurencji.
Był mistrzem ZSRR w biegu na 110 metrów przez płotki w 1971 i 1973, wicemistrzem na tym dystansie w 1972 i brązowym medalistą w 1974. W hali był mistrzem ZSRR w biegu na 60 metrów przez płotki w latach 1972–1974 oraz brązowym medalistą w 1975.
11 września 1971 w Moskwie wyrównał rekord ZSRR w biegu na 110 metrów przez płotki czasem 13,7 s. Jego rekord życiowy (pomiar automatyczny) w tej konkurencji wynosił 13,73 s, ustanowiony 18 sierpnia 1973 w Moskwie.